# Филлида (мифология)
Филлида (др.-греч. Φυλλίς) — персонаж древнегреческой мифологии, фракийская царевна, жившая возле Родопских гор, которая повесилась, когда её жених, афинский царевич Демофонт, отлучился на родину и долго не возвращался. Упоминается Данте Алигьери в разделе Рай в «Божественной комедии» и Чосером в «Кентерберийских рассказах» («Рассказ юриста»).
Дочь царя бисалтов Ситона, или дочь Ликурга. Местность Девять путей была на реке Стримон. Филлида девять раз шла по валу к морю.
Возлюбленная Демофонта, покончила с собой. Повесилась, превращена в миндальное дерево без листьев. Когда Демофонт, вернувшись, обнял ствол, на нём появились листья. На её могиле выросли деревья, на которых в определённое время засыхают и облетают листья (φύλλα). Согласно комментарию Сервия к «Буколикам» Вергилия, до Филлиды листья по-гречески назывались πέταλα.

## Рецепция
Овидий сочинил письмо Филлиды к Демофонту (Героиды II). В эпоху Ренессанса, западноевропейского барокко (особенно в текстах пасторальной тематики) и вплоть до начала XIX века Филлида — популярный символ страдающей возлюбленной. В таком контексте, например, имя Филлиды используется в тексте мадригалов Киприана де Роре «Se com’il biondo crin de la mia Filli», Клаудио Монтеверди «Bevea Fillide mia» (книга II, 1590), «Perchè t’en fuggi o Fillide» (книга VIII, 1638) и Карло Джезуальдо «Tu piangi o Filli mia» (книга VI, 1611). О распространённости символики в XVII веке свидетельствуют немецкие песни И. Г. Шейна, в инципитах которых имя Филлиды проходит 14 раз: «Als Filli schön und fromm», «In Filli schönen Äugelein», «Wenn Filli ihre Liebesstrahl», «Filli, die schöne Schäferin», «Als Filli zart einst etwas dürstig ward» и др.
Во времена позднего барокко на пасторальные тексты о Филлиде писали практически все итальянские композиторы (А. Скарлатти, А. Страделла, Т. Альбинони, Бонончини, Кальдара, Гаспарини и др.). В итальянском духе написана популярная сольная кантата «Ночные размышления Филлиды» (Pensieri notturni di Filli, HWV 134) Г. Ф. Генделя.
Филлида стала персонажем трагедии Михаила Ломоносова «Демофонт». В «Евгении Онегине» А. С. Пушкина её имя употребляется (Онегиным) иронически, как аллегория «невинной» провинциальной девушки.
В честь Филлиды назван астероид (556) Филлида, открытый в 1905 году.